# Дмитриевка (Вагинский сельсовет)
Дмитриевка — село в Боготольском районе Красноярского края России. Входит в состав Вагинского сельсовета. Находится на левом берегу реки Улуй (приток реки Чулым), примерно в 27 км к северо-востоку от районного центра, города Боготол, на высоте 218 метров над уровнем моря.
В 2024 году деревня преобразована в село.

## Население
| 2010 |
| ---- |
| 140  |

Гендерный состав
По данным Всероссийской переписи населения 2010 года 70 мужчин и 70 женщин из 140 чел.

## Улицы
Уличная сеть деревни состоит из одной улицы (ул. Октябрьская).